# 乐昌公主
乐昌公主，正史中不见记载人物，唐朝韋述《两京新记》與孟棨《本事诗》中描述为陳朝末代皇帝陈叔宝之妹，夫婿為太子舍人徐德言。後成為隋朝越國公楊素的姬妾，引發成語破镜重圆故事。

## 身世
《两京新记》及《本事诗》描述其为陈朝太子舍人徐德言之妻，后主叔宝之妹，封乐昌公主，才色冠绝。陈朝末年时政混乱，德言知道国破后无法保护妻子，对他妻子说：“以君之才容，国亡必入权豪之家，斯永绝矣。偿情缘未断，犹冀相见，宜有以信之。”之后打破一镜，两人各执其半，约定说：“他日必以正月望日卖于都市，我当在，即以是日访之。”及陈亡，乐昌公主為隋所俘，隋文帝把她賜給越公杨素，成為楊素寵姬。但德言的待遇就大不相同，颠沛流离，到达京师。到达京师后，德言在正月望日往城里寻访。发现有个老者在集市里卖只有半边铜镜，而且特别贵，路人都笑他。但德言立即把老者领到自己的住处，给予食物招待老者，徐德言向老者讲述自己与妻子破镜相约的故事，并拿出自己的一半铜镜，又题诗曰：“镜与人俱去，镜归人不归。无复嫦娥影，空留明月辉。”乐昌公主知道这诗，哭泣不肯进食。杨素知道这件事情后，很感动，立即召见德言，还其妻，又给了德言优厚的待遇。听到这件事的人都很感叹。杨素又与德言夫妻偕饮，令乐昌公主为诗，诗曰：“今日何迁次，新官对旧官。笑啼俱不敢，方验作人难。”之后乐昌公主就与德言归江南，相扶到老。

## 质疑
有学者质疑他的真实性。理由总结是：
1. 徐德言应该是东海徐氏，与徐陵同一家族，但《陈书》记载陈亡时太子舍人只有孔伯鱼，没有徐德言。
2. 隋灭陈的理由是吊民伐罪，不会容许统帅抢掠公主为妾。而且陈亡国时候，陈叔宝的百官都随后主到了長安，如果德言是太子舍人，一定会在这里面。
3. 平陈时，杨素名位尚微，岂得“掠陈之公主”，而主官不之禁，又其时隋文帝的独孤皇后尚在，她最厌恶别人纳妾，杨素怎么敢顶风作案？
4. 镜破之后就成了废物，还怎么可能交易？且相约以元宵至市，公主顾能使苍头买破镜，岂非怪事。且以长安之大，市非一处，徐德言何至，而苍头适能遇之？因此怀疑是中唐以后人编造的故事。

但复旦大学教授陈尚君反对上述这种看法。陈尚君的理由总结有几点：
1. 独孤厌恶他纳妾，似乎只是对隋文帝的严格要求而已，对她的几个儿子的品德规范和其他文臣武将的内帷私事，偶而也会干涉几句，多数情况下还是眼开眼闭，不然整部《隋书》哪会有那么多以女乐或罪女赏赐的记载，贺若弼就被赐陈叔宝妹为妾[4]，杨素的功劳与贺若弼相当，得赐叔宝另一妹即乐昌公主为妾，当然也在情理之中。
2. 比《本事诗》更早的天宝时期作品《两京新记》也记述这件事，而且细节更为详密，所以否定是中唐之后人所作的可能。
3. 正史没有记载徐德言，但是在别的史书里有。唐林宝《元和姓纂》就记载了这个人是陈朝的太子舍人，入隋后担任蒲州司功。